# Zastocze (przystanek kolejowy)
Zastocze – przystanek kolejowy w Zastoczu, w Polsce, w województwie podlaskim, w powiecie monieckim, w gminie Krypno.
Przystanek został oddany do użytku w 1985 roku.

## Ruch pasażerski
| Rok  | Wymiana pasażerska na dobę |
| ---- | -------------------------- |
| 2017 | 0-9                        |
| 2022 | 0-9                        |

## Połączenia
- Białystok
- Ełk